# Vas (Hongria)
Vas (en alemany: Eisenburg, en eslovè: Železná županija) és una província (megye) de l'oest d'Hongria, ja pertanyia a l'antic Regne d'Hongria, la seva capital és Szombathely. Limita amb Àustria, Eslovènia i amb les províncies hongareses de Győr-Moson-Sopron, Veszprém i Zala. Vas té una extensió de 3.336 km² i una població de 268.653 habitants.

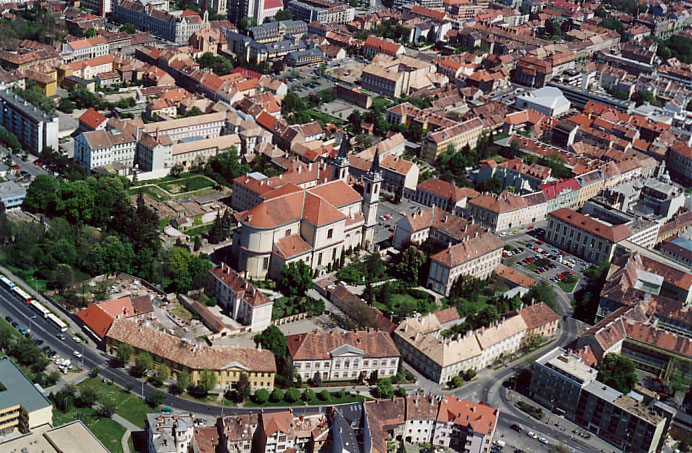
Vista aèria de Vas.